# Hopedale (Massachusetts)
Hopedale – miasto w Stanach Zjednoczonych, w stanie Massachusetts, w hrabstwie Worcester.